# Hellister

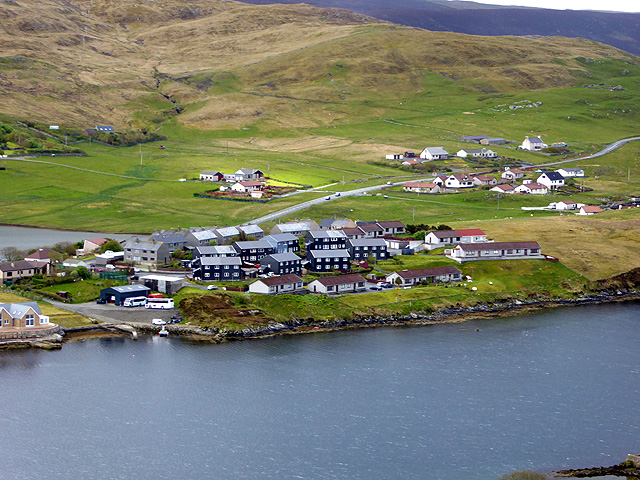
Kalliness von Westen. dahinter Hellister

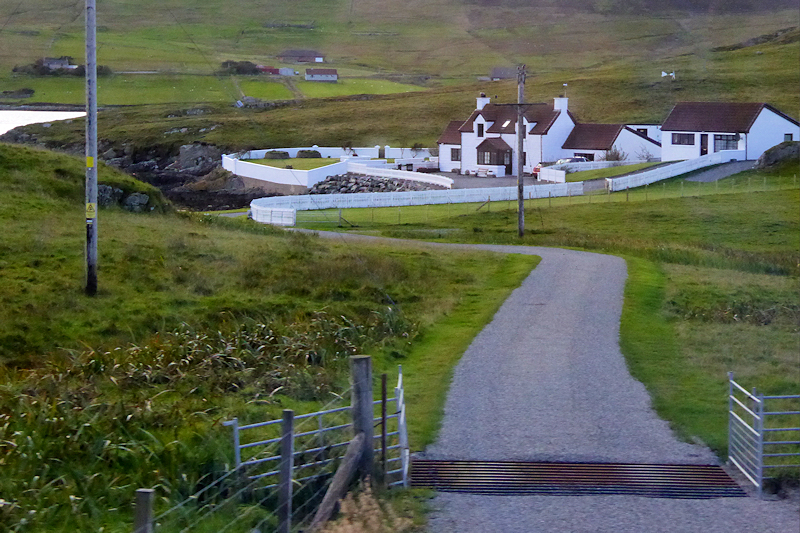
Bauernhof in Hellister

Hellister ist eine Ortschaft, die im Südwesten der zu Schottland zählenden Shetlands liegen.

## Geographie
Hellister liegt im Westen von Mainland im Osten der Meeresbucht Weisdale Voe, mit dem See Loch of Hellister im Nordosten. Überragt wird es vom 131 Meter hohen Hill of Hellister im Osten.  Die nächstgelegene Ortschaft ist Kalliness im Nordwesten, nicht weit entfernt sind Haggersta im Süden und Weisdale im Norden. Nach Lerwick sind es 12 Kilometer in südöstlicher Richtung.

## Historisches
Im Rahmen der historischen Gliederung Schottlands in Civil Parishes zählt Hellister zu Tingwall.

## Verkehr
Hellister liegt an der A971, die die zentrale Straße im Westen von Mainland ist.